# Xylopia frutescens
Espèce
Statut de conservation UICN

 LC  : Préoccupation mineure
Synonymes
- Xylopia frutescens var. glabra S. Watson
- Xylopia muricata Vell.
- Xylopia setosa Poir.
- Xylopicrum frutescens (Aubl.) Kuntze[1]

Xylopia frutescens est une espèce de plantes à fleurs de la famille des Annonaceae C'est un petit arbre néotropical connu en Guyane sous les noms de lamoussé ou lanmousé (créole), yãwĩ'ɨ sili (Wayãpi), pukuu (Palikuyene) et pendjeku (Aluku).
Il est connu au Brésil sous les noms de pindaíba, coagerucu, embira, envira-branca, envira, jererecou, pau de embira, pejerecum, pijerecu, pimento-de-gentio, pimenta-do-sertão, pindaúba,.
Au Suriname, on l'appelle Pegrekoe (Sranan tongo), Kwiengé, Koengé (Saramaka), Arara (Arawak), Awijoen (Karib).

## Description
Xylopia frutescens est un arbre ou arbuste atteignant 10–15 m pour 15 cm de diamètre. Les jeunes rameaux sont densément couverts de poils dressés persistants, blancs à plus ou moins rousseâtres, et longs d'environ 2 mm. Les feuilles sont rigides, glabres sur la face supérieure, densément couvertes de longs poils soyeux, blancs, apprimés sur la face abaxiale. Le pétioles mesure de 2 à 4 mm de long et 1 mm de diamètre. Le limbe, étroitement lancéolée à ovale, aiguës à la base, et à l'apex longuement acuminé à aigu, mesure 4-6(8) cm de long pour 0,8-1,5 cm de large. On compte environ 5 paires de nervures secondaires. Les inflorescences axillaires, comptent à 1 à 5 (6) fleurs, portées par un pédicelles long d'environ 1 mm.
Les fleurs aromatiques comportent des sépales ovales, à base légèrement connée et longs d'environ 2 mm. Les pétales externes sont blancs, linéaires, oblongs, obtus, poilus sur la face abaxiale, mesurent (8)10-11(13) x 2-3 mm. Les petales intérieurs, un peu plus courts et plus étroits. Les étamines sont longues de 0,5-0,75 mm. On compte 5-6 carpelles (ou plus ?). Le style avec son stigmate mesure 4 mm de long, est glabre, courbé et épaissi au-dessus de sa base. Les 5-6 monocarpes sont rhomboïdes-globuleux, obtus, contractés à la base en un stipe long de 1-2 mm, mesurent de (8)10-13 mm de long pour (7)9-10 mm de large, et contiennent chacun 1-3 graines, ovoïdes, noires (rouges à maturité), longues de 6-7 mm,,.

## Répartition
On rencontre Xylopia frutescens depuis le sud du Mexique jusqu'au sud du Brésil (Rio de Janeiro et Minas Gerais) en passant par l'Amérique centrale, la Colombie, la Venezuela, le Guyana, le Suriname, la Guyane, et le Pérou.

## Écologie
Xylopia frutescens est commun dans les forêts secondaires, et les forêts de terre ferme, semi-décidues et sempervirentes, en plaine ou en basse montagne, entre 50–700 m d'altitude. En Guyane, il fleurit en septembre-octobre-novembre et fructifie en septembre.

## Utilisations
En Guyane, les graines parfumées, par ailleurs utilisées comme condiment, auraient des vertus aphrodisiaques, digestives et stomachiques.
L'écorce aurait des propriétés fébrifuges selon des Wayãpi.
Chez les Aluku, les fruits d'espèces proches (X. aromatica, X. longifolia) sont réputés soulager les douleurs abdominales et les feuilles seraient fébrifuges. Cette plante est aussi utilisée en bain de vapeur pour ses vertus astringente afin de raffermir le vagin chez les populations Busi-nenge du Suriname.

### Chimie
Dans tous ses organes, cette plante renferme renferment divers alcaloïdes, des tanins et des saponines. On a pu démontrer notamment des propriétés sédatives, antibactériennes, analgésiques, anti-inflammatoires et antispasmodiques.

## Histoire naturelle
En 1775, le botaniste Aublet décrit cette plante pour la première fois et propose la diagnose suivante :

« LE JEJERECOU.
Cet arbre eſt de moyenne grandeur. Son tronc s'élève à quatre ou cinq pieds, ſur cinq à ſix pouces de diamètre. Soi l'écorce eſt liſſe, cendrée. Son bois eſt blanchâtre. Il pouſſe des branches droites & chargées de quelques rameaux longs & flexibles. Les branches & les rameaux ſont velus & garnis de feuilles alternes, ſeſſiles, éparſes, tiffes, verdâtres en deſſus, & cendrées en deſſous, longues, étroites, ovales, terminées en pointe. On en a repréſenté une de grandeur naturelle.
Les fleurs naiſſent à l’aiſſelle des feuilles, le plus ſouvent ſolitaires; & quelquefois deux à trois enſemble. Leur pédoncule eſt très court.
Le calice de la fleur eſt de trois petites pièces velues, concaves & pointues ; il eſt ſoutenu entre deux petites écailles.
La corolle eſt a ſix pétales, trois extérieurs, épais, cendres, & velus en deſſous ; trois intérieurs, moins grands, places entre les ſéparations des précédents. Ces pétales ſont oblongs, attaches par un onglet large au deſſous de l'inſertion des étamines. cet onglet eſt concave & couvre les étamines. L' autre partie des pétales eſt ovale. Tous ces pétales, dans la fleur ouverte, s’épanouiſſent peu, les extérieurs cachent les intérieurs.
Les étamines ſont en grand nombre, attachées près a près ſur un diſque au deſſous du piſtil qu'elles couvrent & entourent. Leur filet eſt très court. L'anthère eſt longue, marquée de quatre ſillons; elle eſt à deux bourſes qui s'ouvrent latéralement en deux valves.
Le piſtil eſt compoſé de pluſieurs ovaires attaches près a près a un placenta à trois angles. Ces ovaires ſont il petits qu'on a peine à les bien diſtinguer ; ils paroiſſent comme de très petites écailles ſurmontées d'un stigmate qui eſt oblong & vert. j'ai compte huit ovaires. Le nombre peut varier en plus & en moins ; car j’ai trouvé des grouppes (sic) de fruit, compoſants depuis deux juſqu'à quinze capſules.
Les ovaires deviennent autant de capſules rouges, à quatre angles obtus, convexes ſur l'une & l'autre face ; elles ſont attachées par un de leurs angles ſur un placenta commun. Ces capſules s'ouvrent entièrement de la pointe à la baſe en deux valves coriaces, elles ſont concaves & marquées d'une côte un peu ſaillante dans le milieu de leur longueur. lorſqu'il, à deux graines, cette côte diſparoit, lorſqu'il ne sen trouvé qu'une, elle eſt liſſe, noire, ovoïde.
l'écorce de cet arbre eſt piquante & aromatique. Les capſules ont un goût âcre, piquant, & une odeur de térébenthine. Les graines mâchées ſont également piquantes au goût, & aromatiques. Les Nègres en ſont uſage en guiſe d'épices.
Cet arbre eſt nommé COUCUERECOU par les Galibis, & par les Nègres JEJÉRÉCOU.
II croît dans l'île de Caïenne, & dans la terre ferme au bord des ſavanes.
II étoit en fleur & en fruit dans le mois d'Août. »

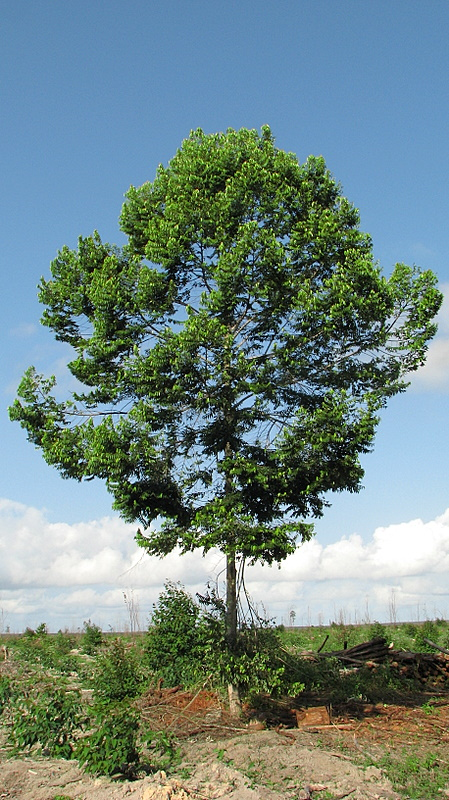
Pied isolé de Xylopia frutescens dans l'État de Bahia (Brésil)
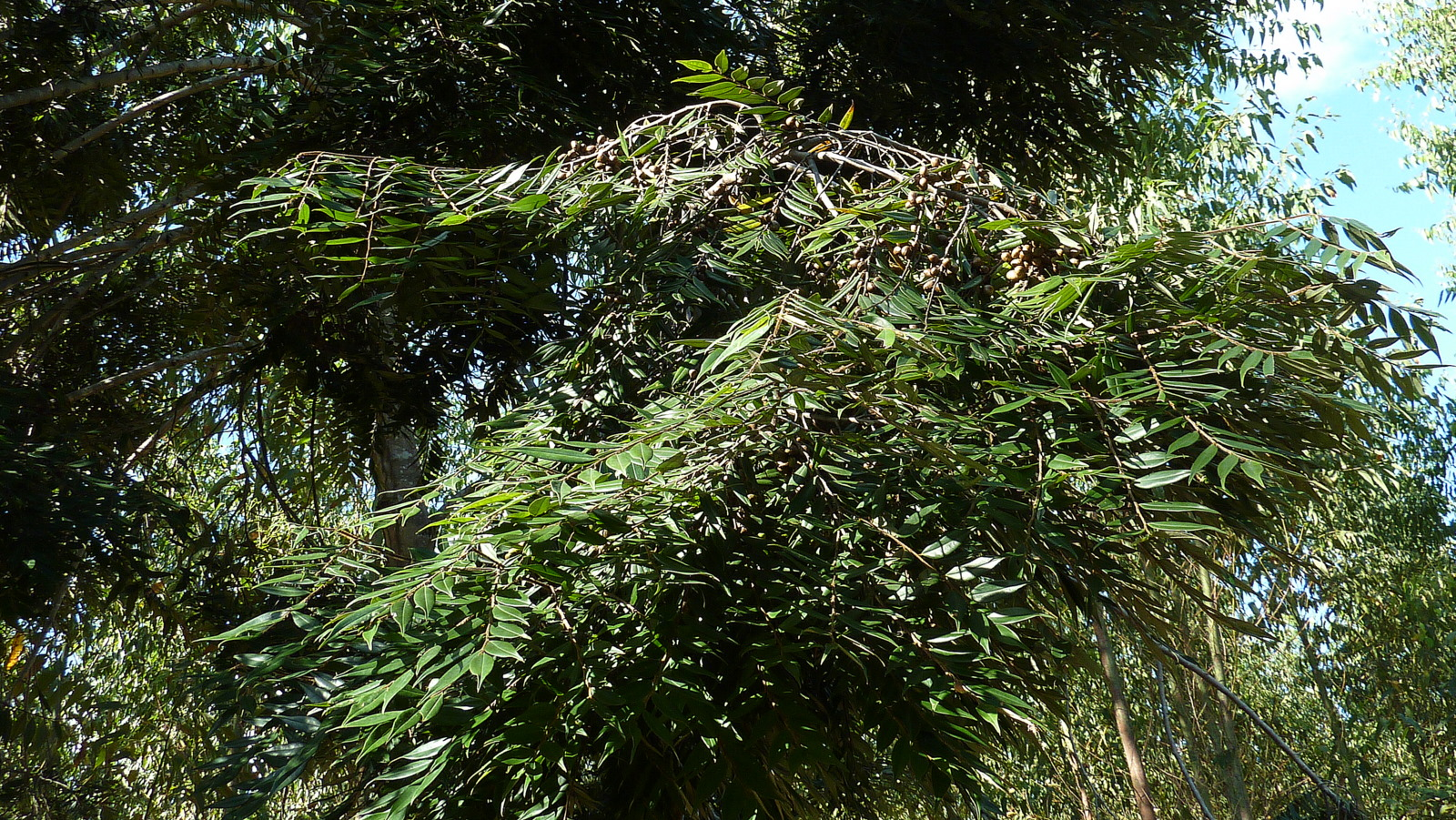
Détail du houppier de Xylopia frutescens
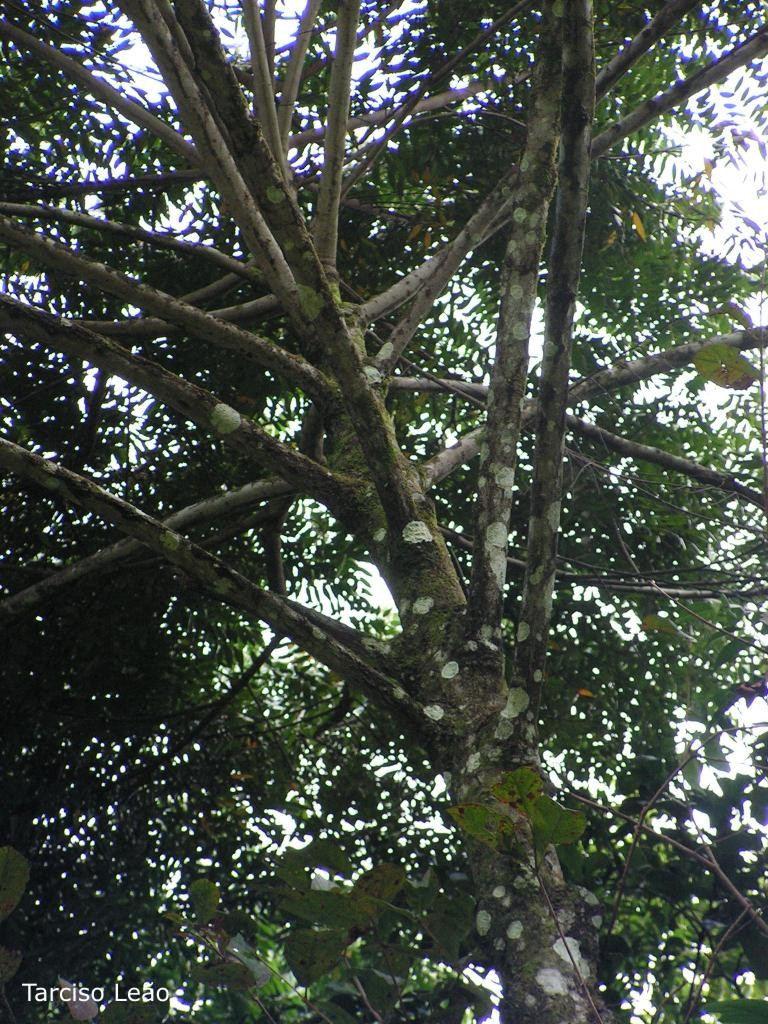
Détail de la branchaison de Xylopia frutescens à Camaragibe (région d'Aldeia, Pernambouc, Brésil)
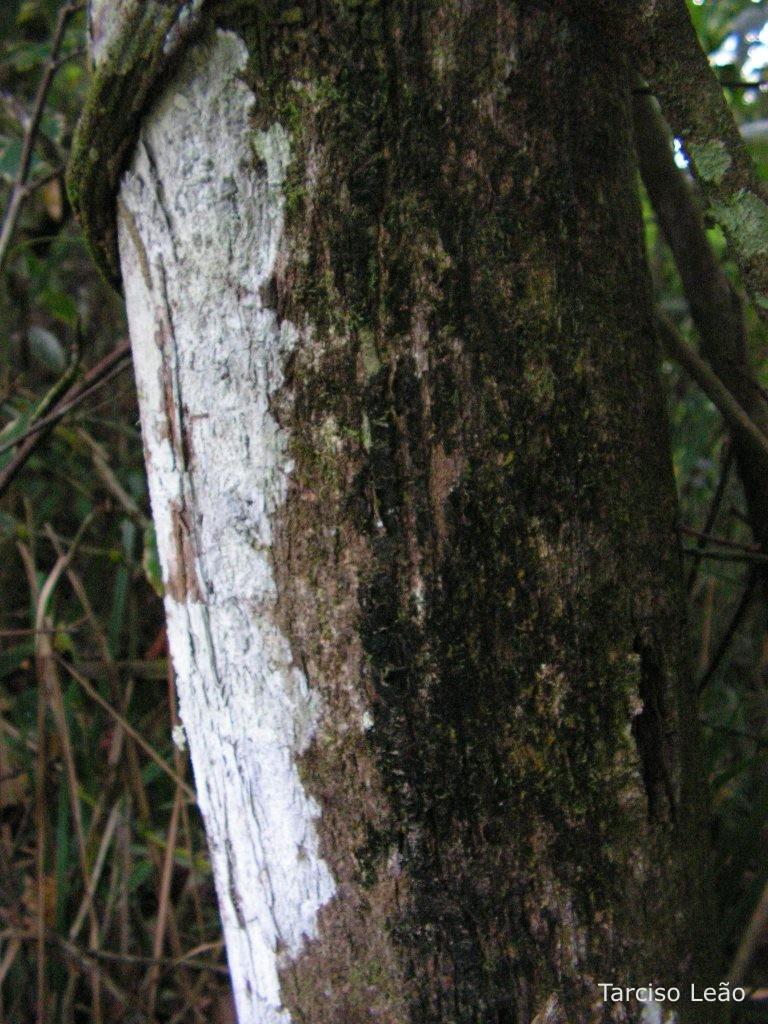
Écorce fibreuse de Xylopia frutescens
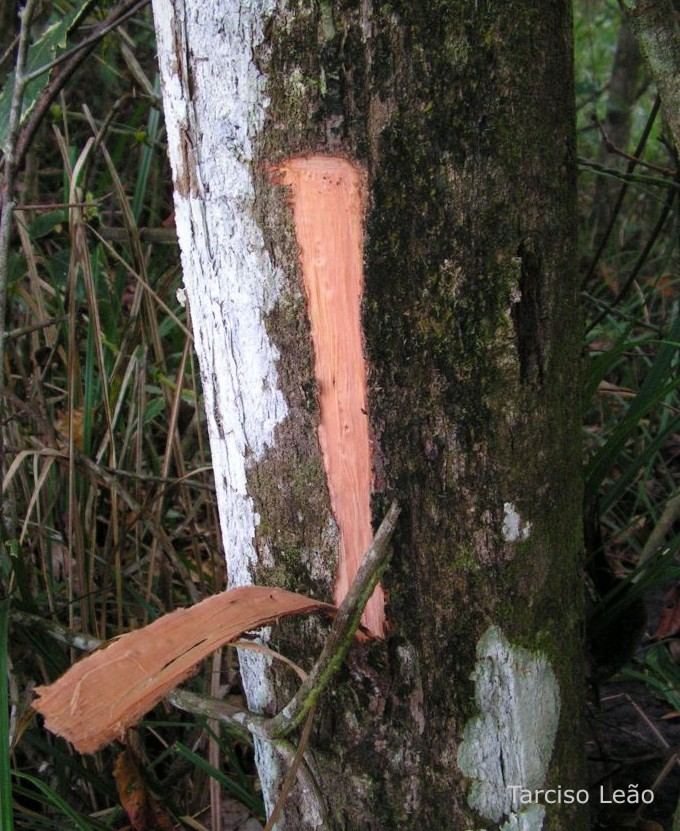
Écorce de Xylopia frutescens (détail)
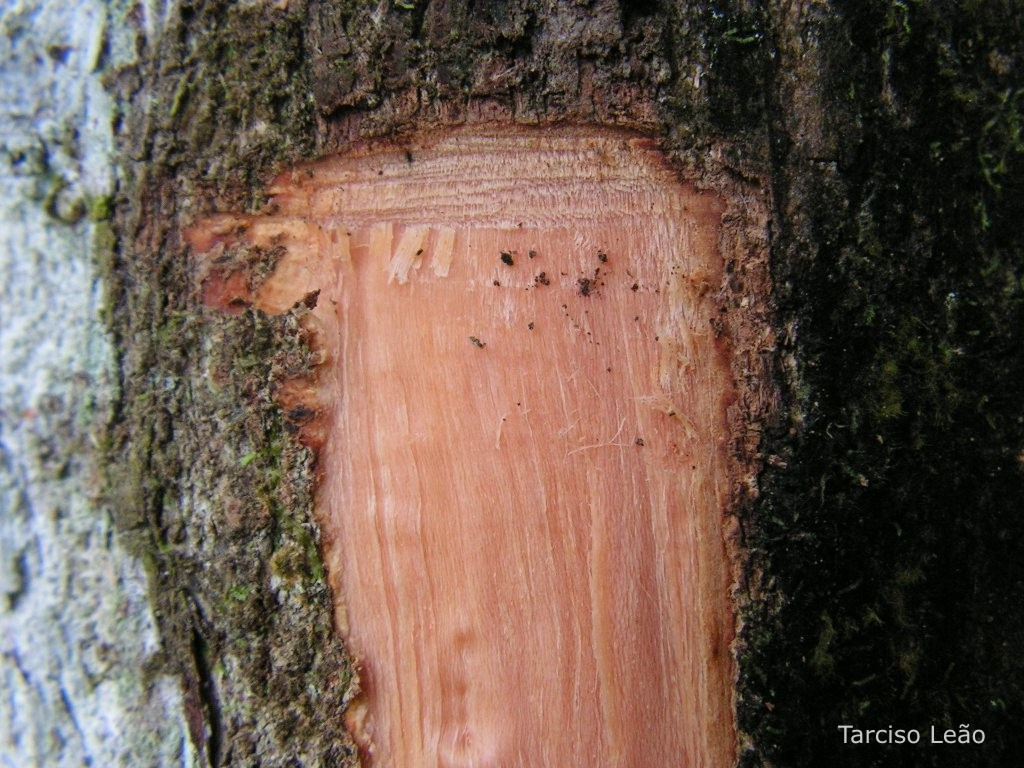
Écorce de Xylopia frutescens (détail)
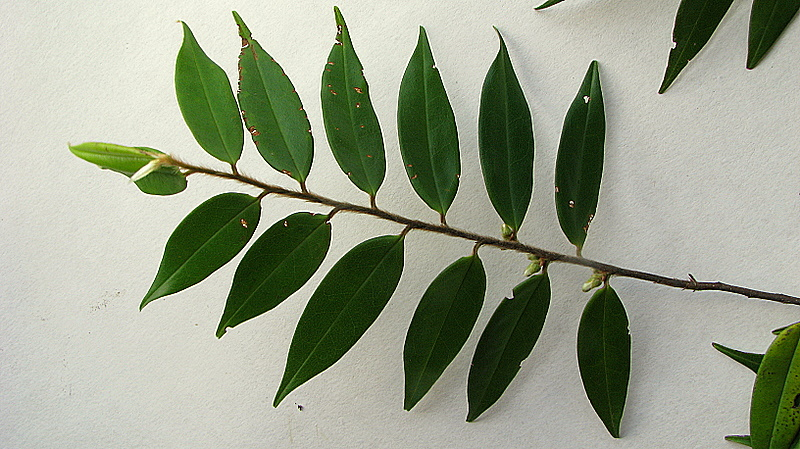
Feuillage de Xylopia frutescens (face supérieure)
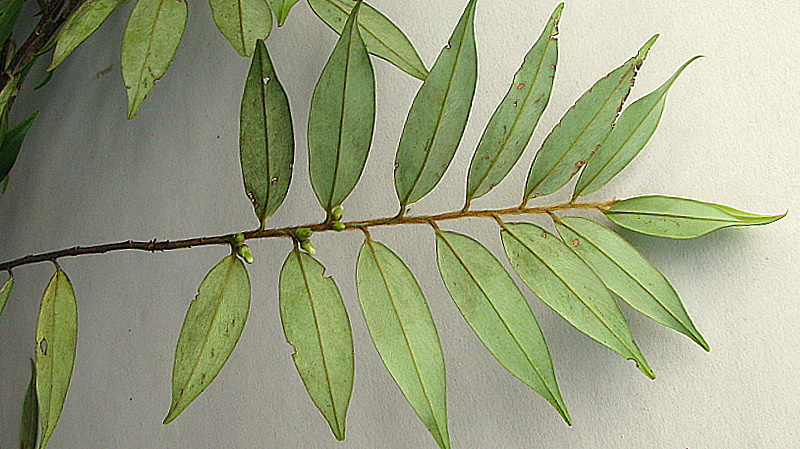
Feuillage de Xylopia frutescens (face inférieure)
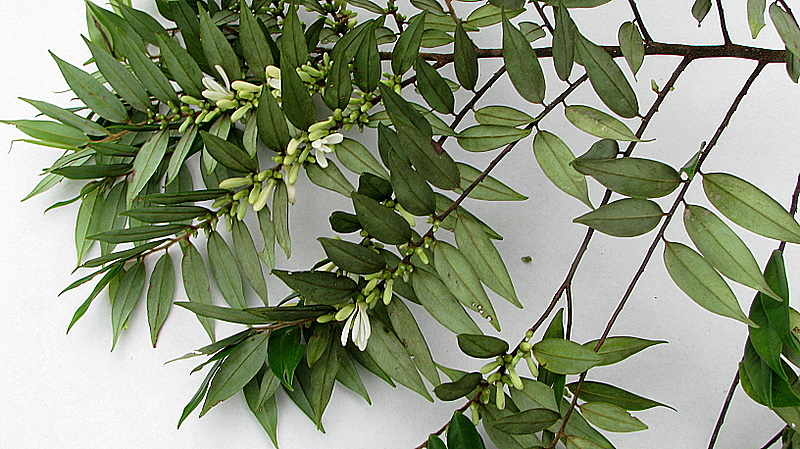
Branches fleuries de Xylopia frutescens
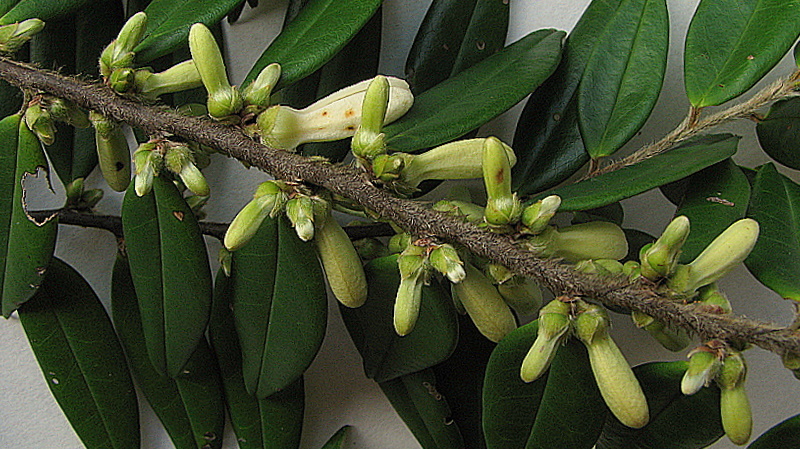
Rameau fleuri de Xylopia frutescens
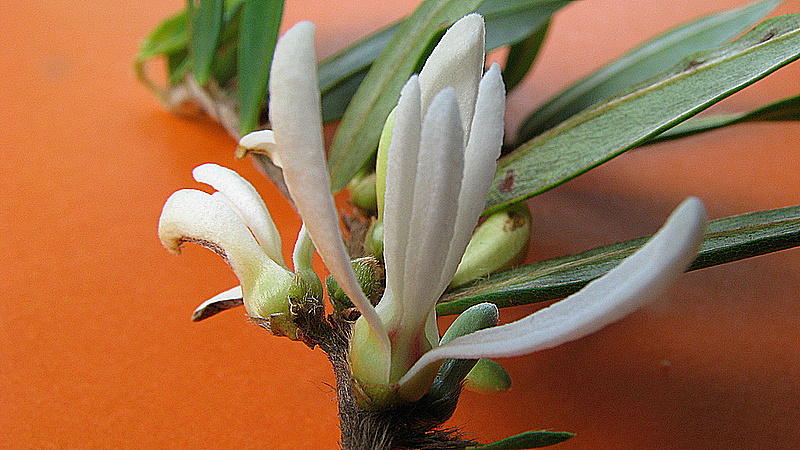
Fleur de Xylopia frutescens
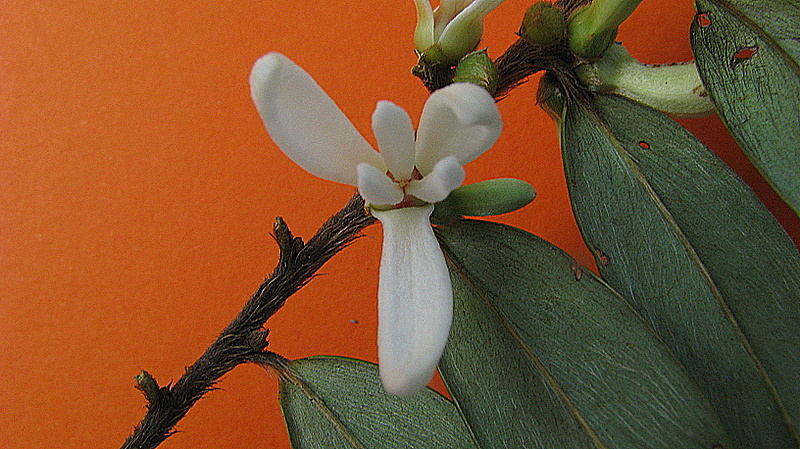
Fleur de Xylopia frutescens
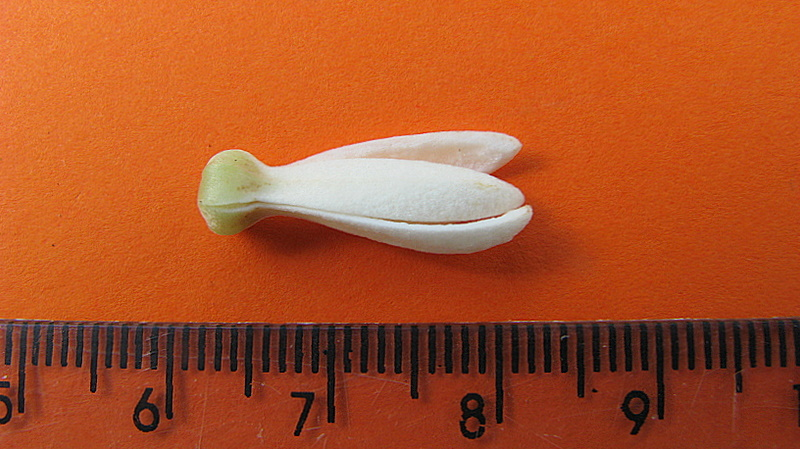
Fleur de Xylopia frutescens
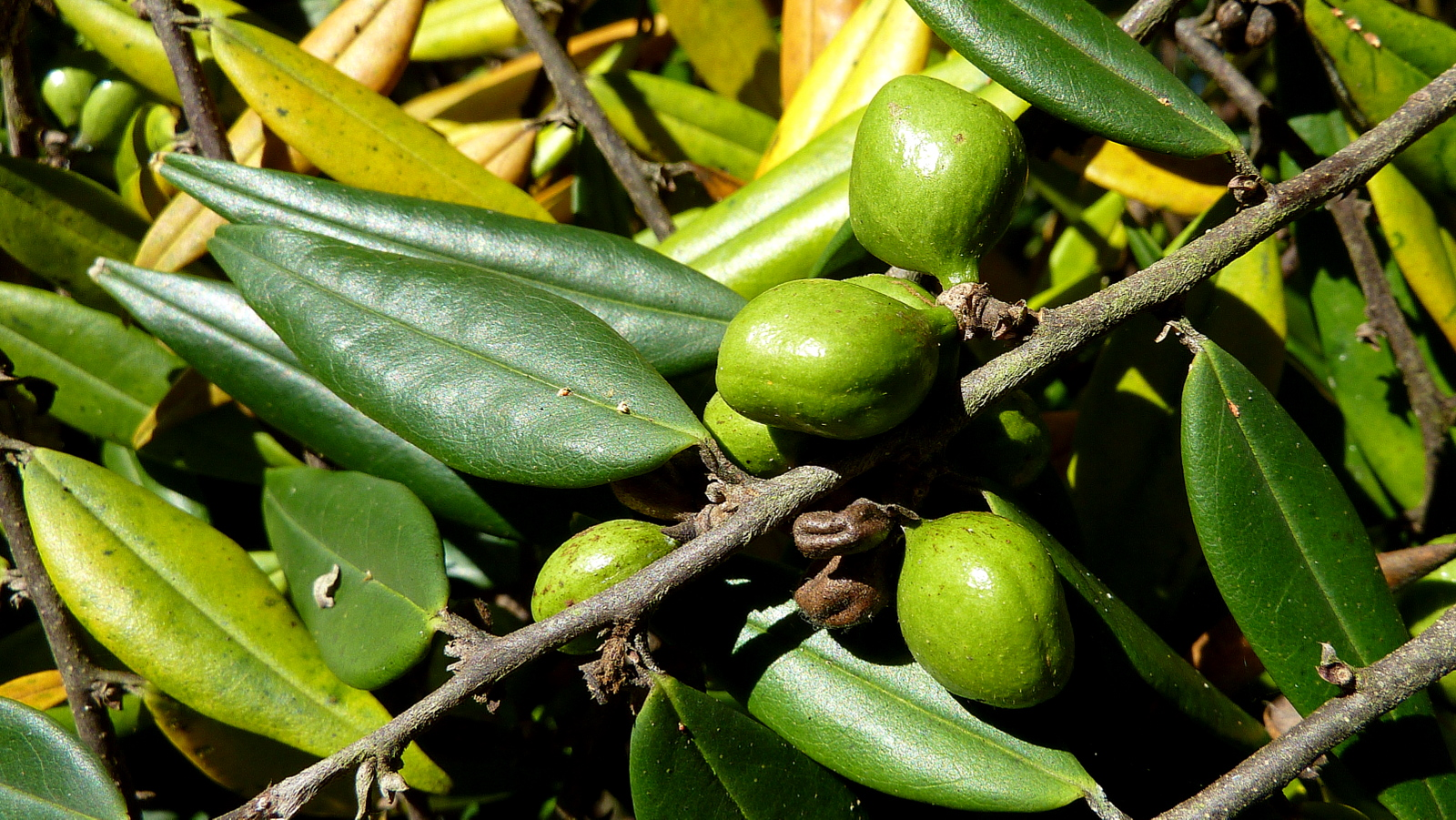
Infrutescence immature de Xylopia frutescens
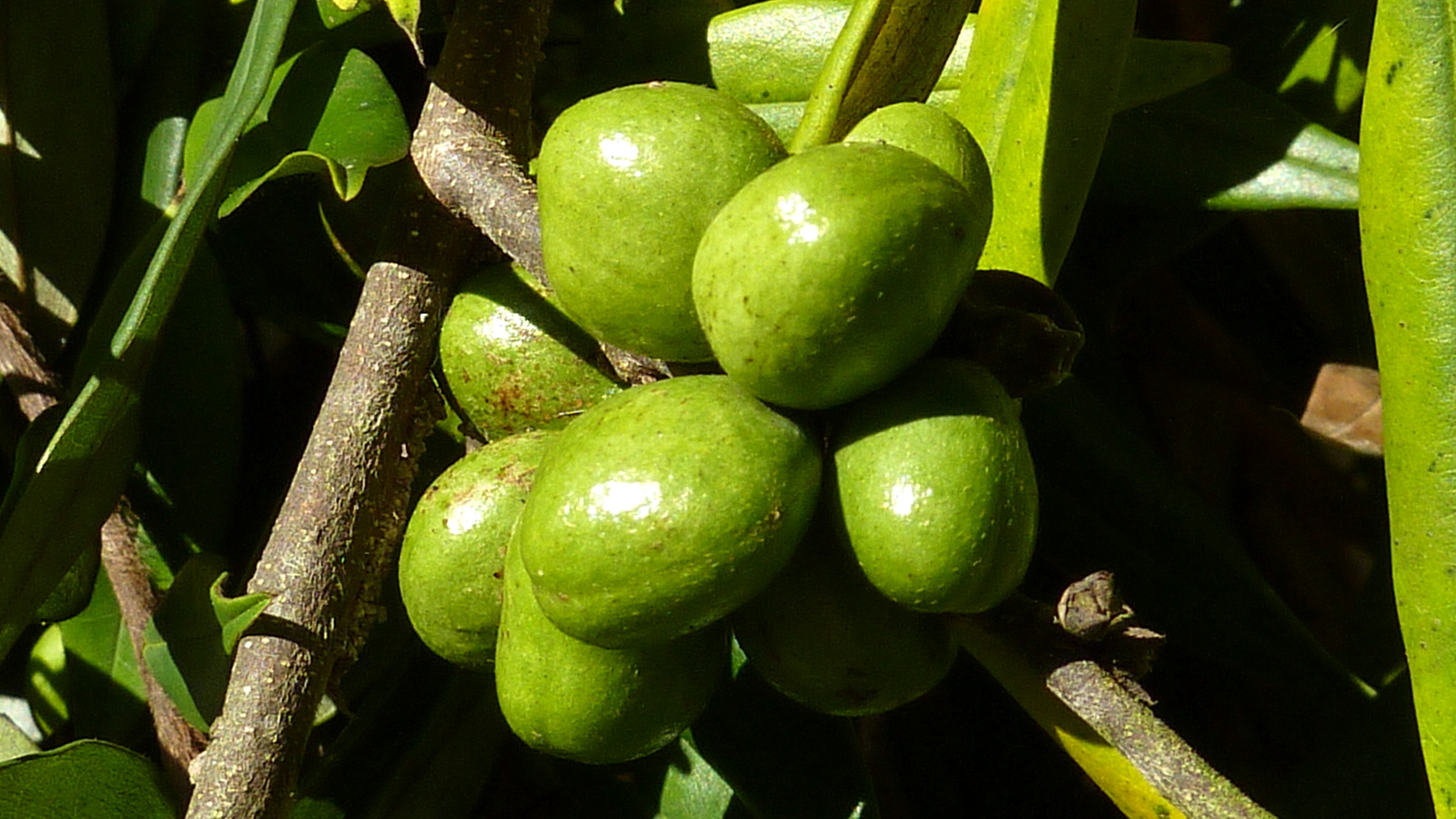
Infrutescence immature de Xylopia frutescens
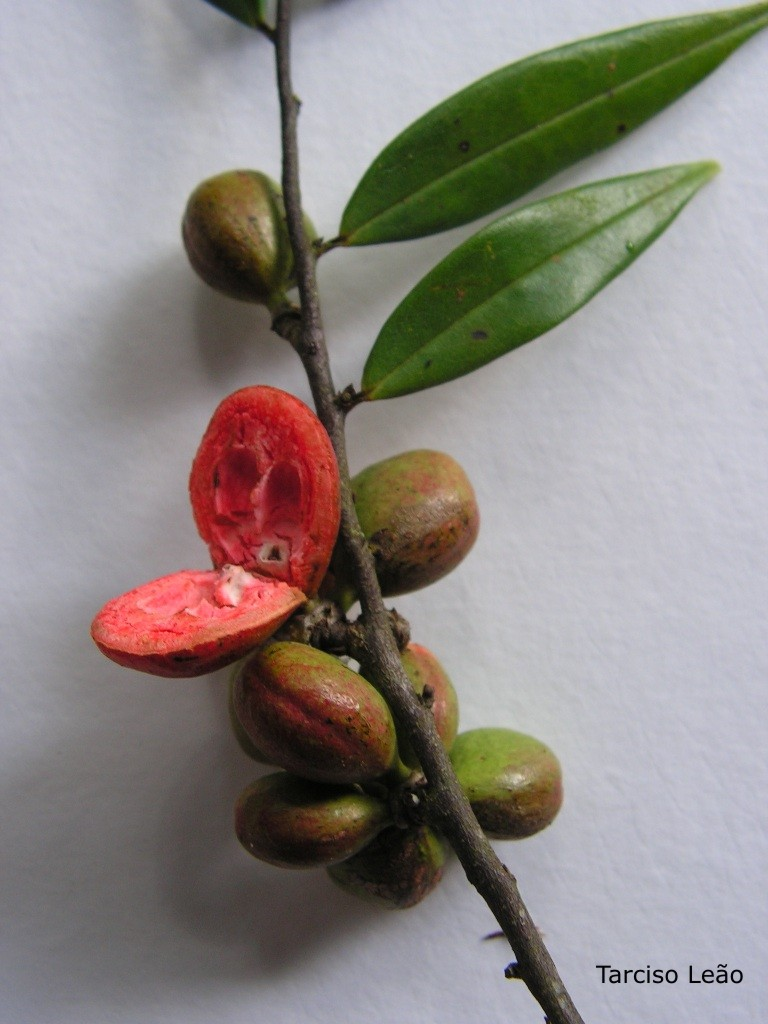
Fruits mâtures de Xylopia frutescens
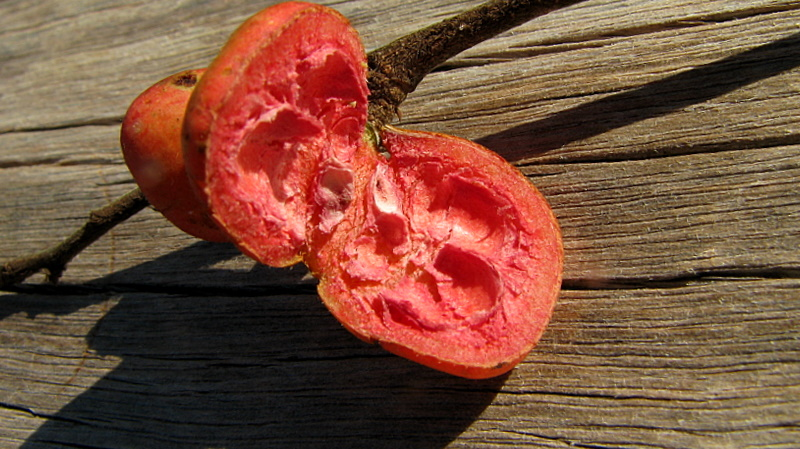
Fruits mâtures de Xylopia frutescens
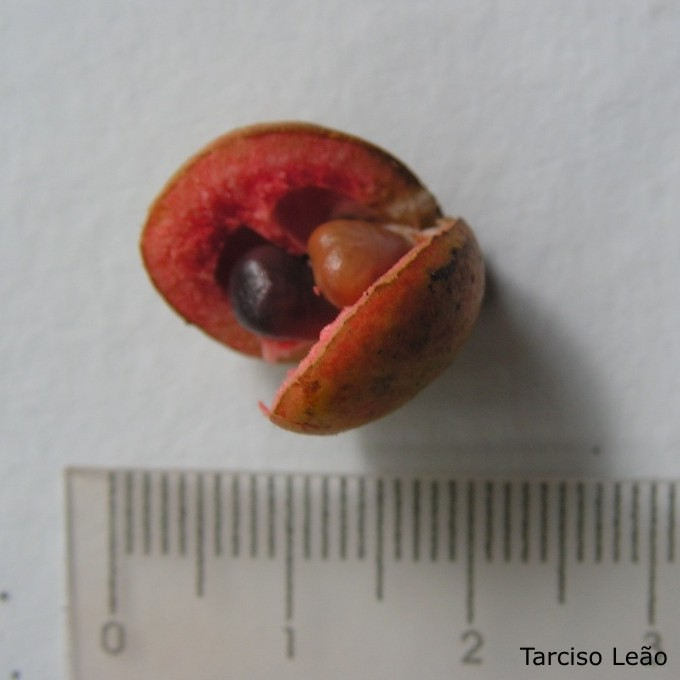
Capsules mâtures de Xylopia frutescens
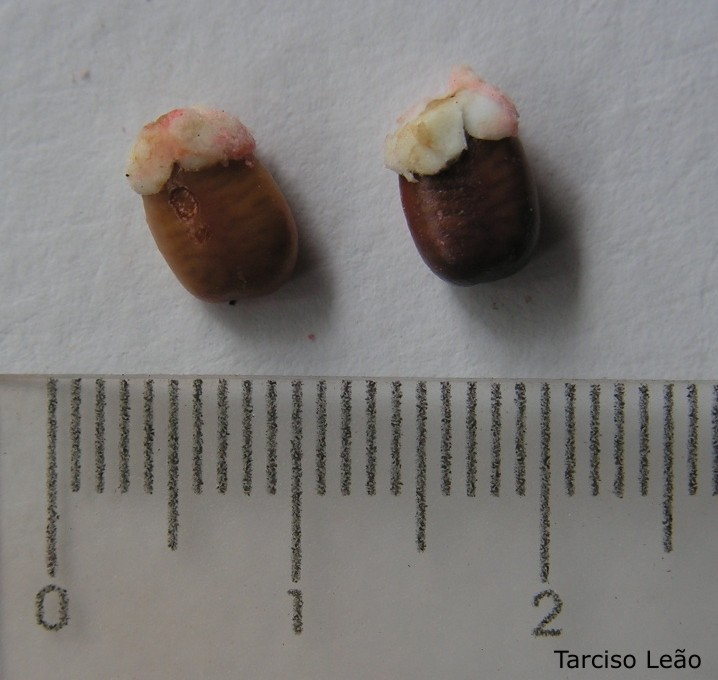
Graines de Xylopia frutescens
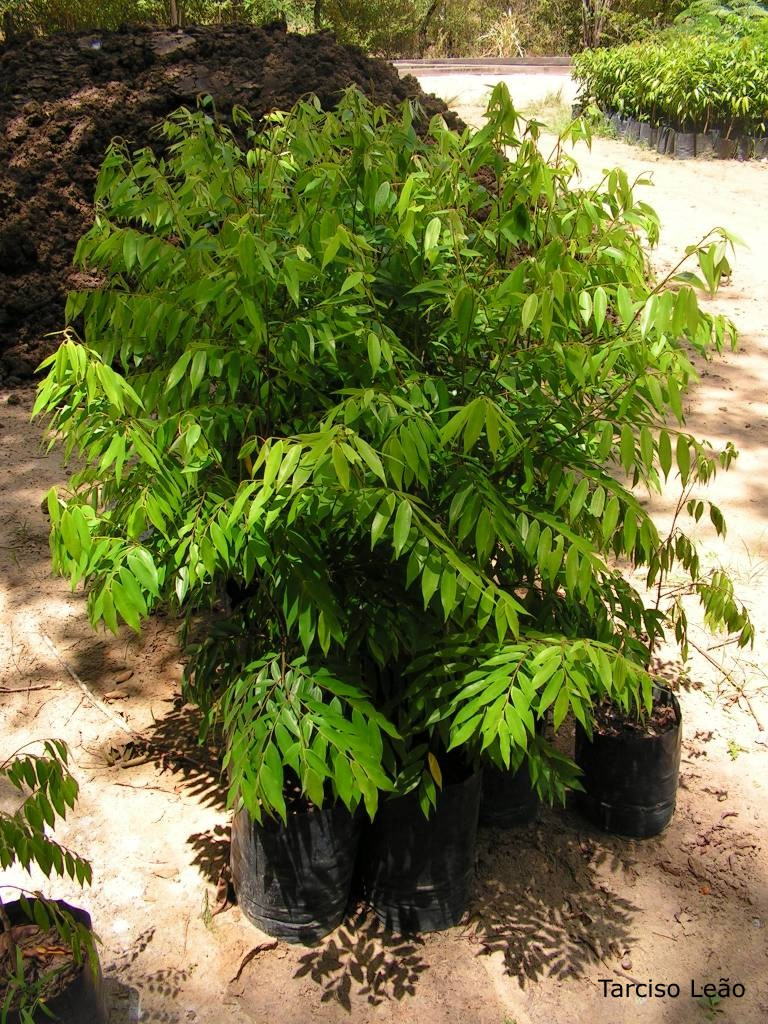
Jeunes plants de Xylopia frutescens